# Ивањковско језеро (Псковска област)
Ивањковско или Облуцко (рус. Иваньковское; Облуцкое) слатководно је ледничко језеро у источном делу Псковске области, на западу европског дела Руске Федерације. Налази се у северном делу Дедовичког рејона, на подручју моренског Судомског побрђа. Кроз језеро протиче река Уза преко које је повезано са сливом Шелоња, односно са басеном реке Нева и Балтичким морем.
Акваторија језера обухвата површину од 1,7 км². На језеру се налазе и једно мање острво површине свега 1,5 хектара. Максималнаа дубина језера је 7 метара, просечна око 3 метра. на обалама језера налазе се села Сергово, Ивањково, Заозерје и Облучје.